# Tarquinio Provini

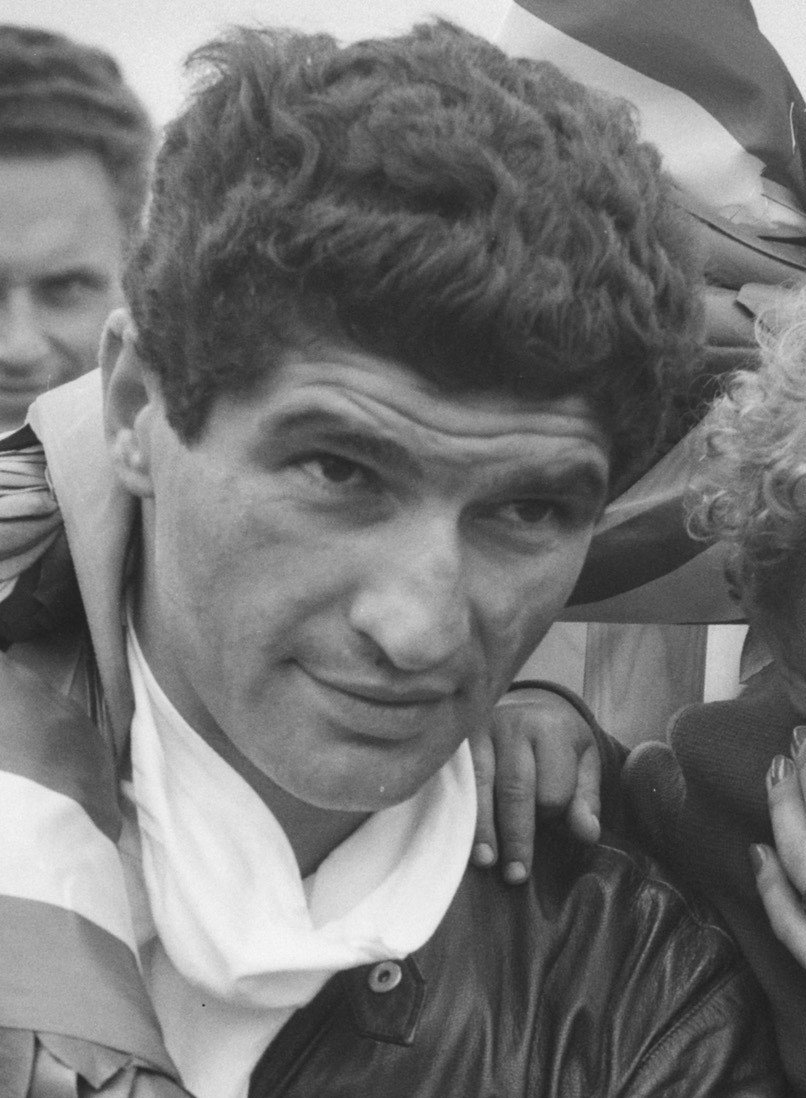
Tarquinio Provini im Rahmen der Dutch TT 1959

Tarquinio Provini (* 29. Mai 1933 in Roveleto di Cadeo (PC); † 6. Januar 2005 in Bologna) war ein italienischer Motorradrennfahrer und Unternehmer.
In seiner Karriere konnte er zwei Weltmeistertitel in der Motorrad-Weltmeisterschaft, vier Siege bei der Isle of Man TT und elf italienische Meisterschaften gewinnen.

## Karriere als Rennfahrer
Tarquinio Provini wurde als Sohn eines Motorradhändlers geboren, der die Motorradleidenschaft seines Sohnes von frühester Kindheit an förderte. Bereits im Alter von zehn Jahren begann er mit dem Motorradfahren, im Jahr 1949, mit 16 Jahren bestritt er sein erstes Rennen. Da er für eine Lizenz damals noch zu jung war trat er mit der seines Onkels an und gewann so die regionale Meisterschaft. Sein Vater verschaffte ihm später einen Platz auf einer F.B Mondial-Maschine, mit der er die italienische Meisterschaft bestritt und sich dort gegen die damals ausgesprochen starke Konkurrenz durchsetzte.
In der Saison 1954 debütierte Tarquinio Provini auf Mondial schließlich in der 125-cm³-Klasse der Motorrad-Weltmeisterschaft. Bei seinem ersten Rennen, dem Grand Prix der Nationen in Monza, fuhr er sofort den zweiten Platz ein. Sein zweites Rennen, den Grand Prix van Spanien gewann er. In den Jahren 1955 und Saison 1956 trat Provini nur bei wenigen WM-Läufen an, stattdessen konzentrierte er sich auf die nationale Meisterschaft, in der er zwischen 1955 und 1957 vier Titel gewann.
Die Saison 1957 wurde die erfolgreichste in Provinis Karriere. Neben den Titeln in den Klassen bis 125 cm³ und bis 250 cm³ der italienischen Meisterschaft gewann er auch die 125-cm³-Weltmeisterschaft. Mit drei Siegen und zwei zweiten Plätzen aus fünf bestrittenen Rennen gewann er den Titel überlegen vor dem MV-Agusta-Piloten Luigi Taveri aus der Schweiz.
Nachdem sich F.B Mondial wie einige andere italienische Werke am Saisonende 1957 aus finanziellen Gründen aus der WM zurückgezogen hatte, musste Provini einen neuen Arbeitgeber suchen und entschied sich für das Angebot von MV Agusta. Da der italienische Hersteller zu dieser Zeit dominierte und die besten Fahrer der Welt unter Vertrag hatte, musste sich Provini dort erst beweisen. Mit dem Weltmeistertitel in der 250-cm³-Klasse im Jahr 1958 gelang ihm das auf Anhieb glänzend. Mit vier Siegen bei ebenso vielen bestrittenen Rennen sicherte er sich den Titel überlegen vor Horst Fügner aus der DDR, der für MZ startete.
In der Saison 1959 jedoch, blieb ihm sowohl in der 125er- als auch in der 250er-Klasse nur der Vizetitel hinter Teamkollege Carlo Ubbiali. Die öffentlich ausgetragene Rivalität der beiden führte schließlich dazu, dass sich Provini am Saisonende dazu entschloss, zu Morini zu wechseln, für die er in der 250-cm³-Klasse antrat. Die Saison 1960 wurde von den MV-Piloten Carlo Ubbiali und Gary Hocking dominiert. Bei der Tourist Trophy wurde Provini Dritter. Später, beim Grand Prix von Belgien in Spa-Francorchamps, stürzte er schwer und beendete die Saison nur auf den neunten Platz der Gesamtwertung.
1961 hatte es Tarquinio Provini mit den übermächtig scheinenden Honda-Vierzylindern zu tun, die letztendlich die ersten fünf Plätze der Weltmeisterschaft belegten und mit Mike Hailwood den überlegenen Weltmeister stellten. Provini wurde WM-Sechster und somit bester Nicht-Honda-Pilot. Auch 1962 dominierte die Honda-Phalanx die 250er-Klasse und stellte mit Jim Redman erneut den Weltmeister. Für Provini auf seiner Einzylinder-Morini sprang mit Rang fünf erneut nur ein enttäuschendes Ergebnis heraus.

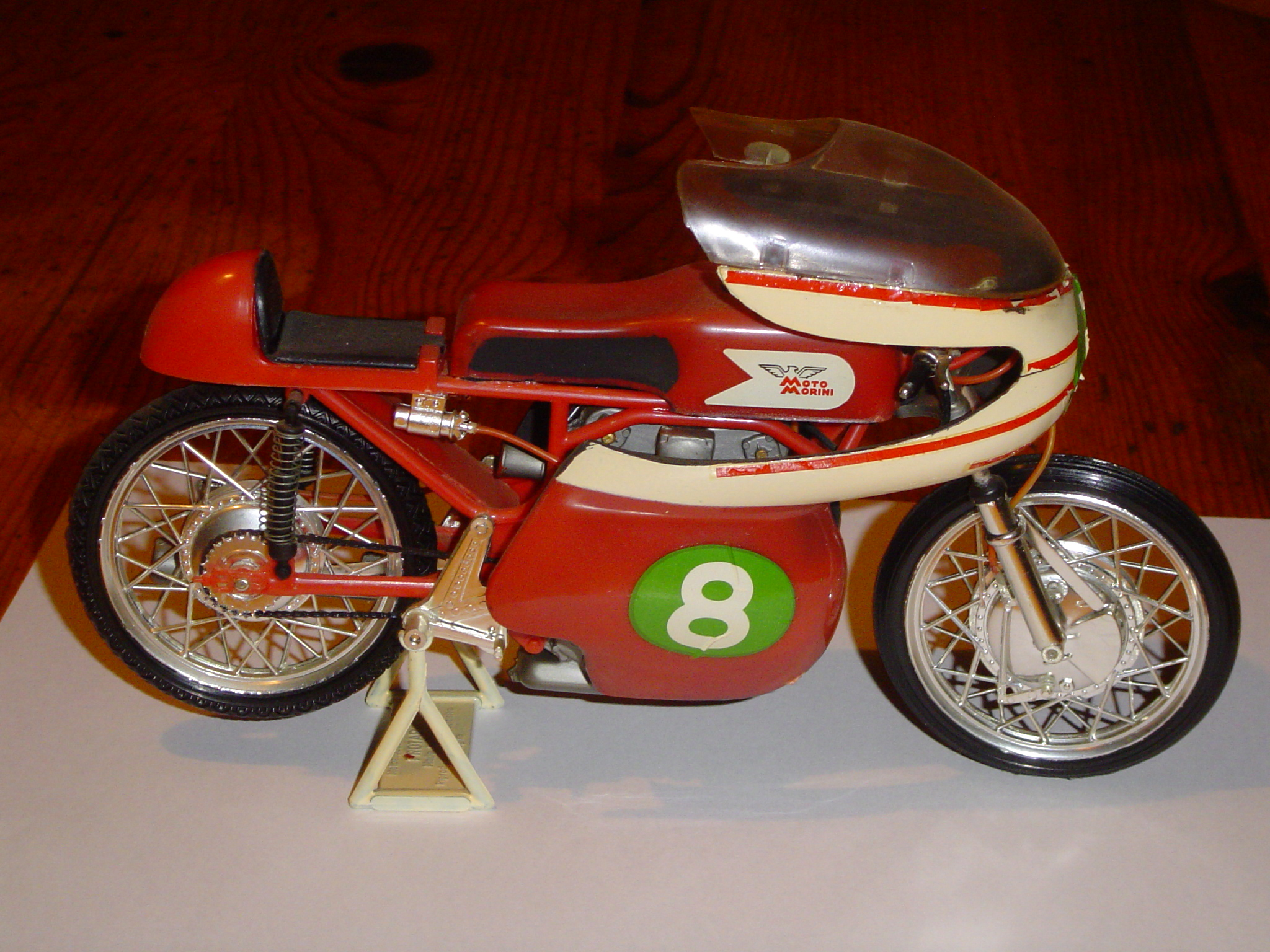
Modell von Provinis Moto Morini 250 Bialbero der Saison 1963

In die Saison 1963 startete Tarquinio Provini mit Siegen in Spanien und beim Grand Prix von Westdeutschland auf dem Hockenheimring. Nach zwei weiteren Siegen im Saisonverlauf wurde er mit nur zwei Zählern Rückstand auf Jim Redman Vizeweltmeister. Zur Saison 1964 wechselte Provini zu Benelli, die eine Vierzylindermaschine einsetzten, da er glaubte, dass die Honda-Vierzylinder nicht mehr mit einem Einzylinder zu schlagen seien. Nach einem guten Saisonstart mit einem Sieg in Spanien verlief die Saison für Provini jedoch nur mittelmäßig. An der Spitze spielte sich ein Kampf zwischen Redman auf Honda und dem Yamaha-Piloten Phil Read, der den Titel schließlich gewann, ab. Tarquinio Provini konnte mit seinem fünften Platz nicht in die Titelentscheidung eingreifen.
In der Saison 1965 fuhr Provini beim 250er-Grand Prix der Nationen in Monza seinen letzten Sieg in der Motorrad-WM ein. Trotzdem reichte es nur für den siebten Rang im Gesamtklassement.
Auch 1966 trat Tarquinio Provini mit Benelli an. Die 250-cm³-Rennmaschine war mit einem luftgekühlten Vierzylinder mit einem Hubraum von 247 cm³ und Siebenganggetriebe bestückt. Der Motor mit vier Dell’Orto-Vergasern leistete 55 PS (40 kW) bei 15.000/min. Bei einem Leergewicht von 116 kg (mit Öl, ohne Benzin) erreichte diese Rennmaschine eine Höchstgeschwindigkeit von 240 km/h. Bei einem fürchterlichen Sturz im Training zur Tourist Trophy (von der Sonne geblendet) zog er sich so schwere Verletzungen an der Wirbelsäule zu, dass die behandelnden Ärzte ihm in Aussicht stellten, er würde sein Leben lang querschnittgelähmt bleiben, was sich als Irrtum herausstellte. Dennoch zwang dieser Unfall Provini dazu, seine aktive Laufbahn zu beenden, in der er 50 Grands Prix bestritt und dabei 20 Siege und 39 Podestplätze erreichte.

## Karriere als Unternehmer
Nach seiner aktiven Karriere hatte Tarquinio Provini die Idee, Miniaturmodelle von den Motorrädern herzustellen, mit denen er und seine Gegner jahrelang um Siege und WM-Titel gekämpft hatten. Er gründete in Bologna die Firma Protar, die er jahrelang leitete.
Tarquinio Provini erlag am 6. Januar 2005, im Alter von 71 Jahren, in Bologna einem Krebsleiden.

## Statistik

### Erfolge
- 1955 – Italienischer 125-cm³-Meister auf F.B Mondial
- 1956 – Italienischer 175-cm³-Meister auf F.B Mondial
- 1957 – 125-cm³-Weltmeister auf F.B Mondial
- 1957 – Italienischer 125-cm³-Meister auf F.B Mondial
- 1957 – Italienischer 250-cm³-Meister auf F.B Mondial
- 1958 – 250-cm³-Weltmeister auf MV Agusta
- 1958 – Italienischer 250-cm³-Meister auf F.B Mondial
- 1959 – Italienischer 250-cm³-Meister auf MV Agusta
- 1961 – Italienischer 250-cm³-Meister auf Morini
- 1962 – Italienischer 250-cm³-Meister auf Morini
- 1963 – Italienischer 250-cm³-Meister auf Morini
- 1965 – Italienischer 250-cm³-Meister auf Benelli
- 1966 – Italienischer 250-cm³-Meister auf Benelli
- 20 Grand-Prix-Siege

### Isle-of-Man-TT-Siege
| Jahr | Klasse                      | Maschine    | Durchschnittsgeschwindigkeit |
| ---- | --------------------------- | ----------- | ---------------------------- |
| 1957 | Ultra-Lightweight (125 cm³) | F.B Mondial | 73,69 mph (118,59 km/h)      |
| 1958 | Lightweight (250 cm³)       | MV Agusta   | 76,89 mph (123,74 km/h)      |
| 1959 | Ultra-Lightweight (125 cm³) | MV Agusta   | 74,06 mph (119,19 km/h)      |
| 1959 | Lightweight (250 cm³)       | MV Agusta   | 77,77 mph (125,16 km/h)      |

### In der Motorrad-Weltmeisterschaft
| Saison | Klasse  | Ergebnis    | Maschine    | Siege |
| ------ | ------- | ----------- | ----------- | ----- |
| 1954   | 125 cm³ | 4.          | F.B Mondial | 1     |
| 1955   | 125 cm³ | 9.          | F.B Mondial | 0     |
| 1956   | 125 cm³ | 4.          | F.B Mondial | 0     |
| 1957   | 125 cm³ | Weltmeister | F.B Mondial | 3     |
| 1957   | 250 cm³ | 2.          | F.B Mondial | 2     |
| 1958   | 125 cm³ | 4.          | MV Agusta   | 0     |
| 1958   | 250 cm³ | Weltmeister | MV Agusta   | 4     |
| 1959   | 125 cm³ | 2.          | MV Agusta   | 2     |
| 1959   | 250 cm³ | 2.          | MV Agusta   | 2     |
| 1960   | 250 cm³ | 9.          | Morini      | 0     |
| 1961   | 250 cm³ | 6.          | Morini      | 0     |
| 1962   | 250 cm³ | 5.          | Morini      | 0     |
| 1963   | 250 cm³ | 2.          | Morini      | 4     |
| 1964   | 50 cm³  | 13.         | Kreidler    | 0     |
| 1964   | 250 cm³ | 5.          | Benelli     | 1     |
| 1965   | 250 cm³ | 7.          | Benelli     | 1     |
| 1965   | 350 cm³ | 13.         | Benelli     | 0     |
| 1966   | 350 cm³ | 11.         | Benelli     | 0     |